# Connettore Dock
Il connettore dock è stato un connettore elettrico a 30 pin progettato e commercializzato da Apple e utilizzato in tutti i dispositivi Apple fino al 2012.

## Storia
È stato utilizzato su tutti gli iPod, iPhone e iPad di allora, con la sola eccezione della prima generazione di iPod Shuffle. Fin dalla sua introduzione, Apple ha apportato diverse modifiche minori all'interfaccia dell'elettronica del connettore dock, ma il connettore fisico in sé rimane invariato. 

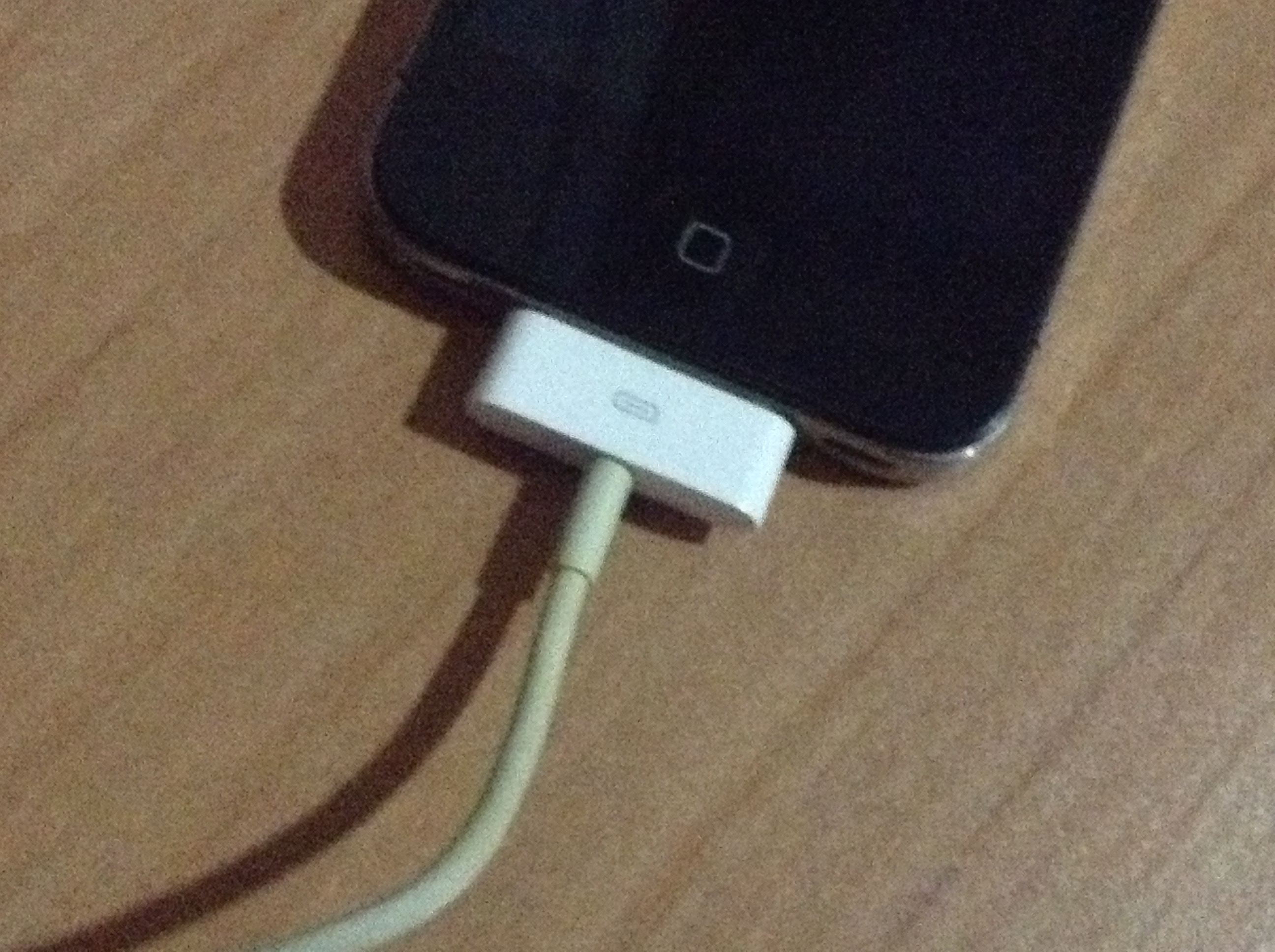
Connettore Dock collegato ad un iPhone 4S.

È stato rimpiazzato dal connettore Lightning a partire dal iPhone 5 rilasciato nel settembre 2012.

## Tecnologia
Il connettore si basa su altre interfacce di trasmissione dati tra cui la USB, il video composito, a componenti e S-Video, il FireWire e il classico audio analogico a due canali. Non c'è nessuna interfaccia proprietaria, per cui è disponibile una grande quantità di adattatori. Il connettore non supporta la USB On-The-Go né l'MHL e non supporta le nuove specifiche USB 3.0. 
Il connettore Dock è uno dei pochi connettori che trasportano il segnale video, audio e dati, simile al Thunderbolt.

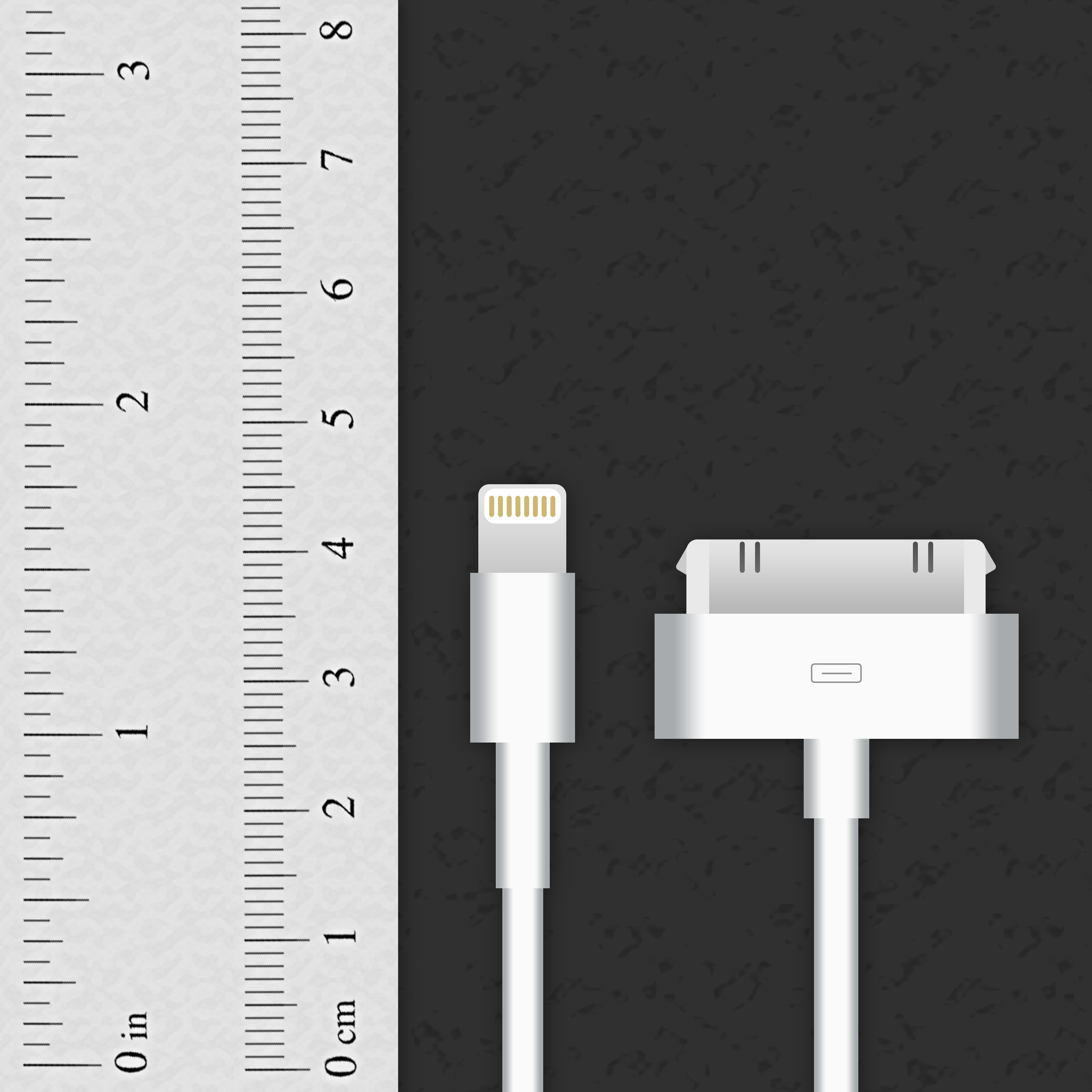
Lightning a confronto con il vecchio connettore a 30 pin